# Margarornis
Genre
Le genre Margarornis regroupe quatre espèces de passereaux appartenant à la famille des Furnariidae.

## Liste des espèces
D'après la classification de référence du Congrès ornithologique international (ordre phylogénique) :
- Anabasitte rousse — Margarornis rubiginosus
- Anabasitte étoilée — Margarornis stellatus
- Anabasitte superbe — Margarornis bellulus
- Anabasitte perlée — Margarornis squamiger